# Villa Fischbach

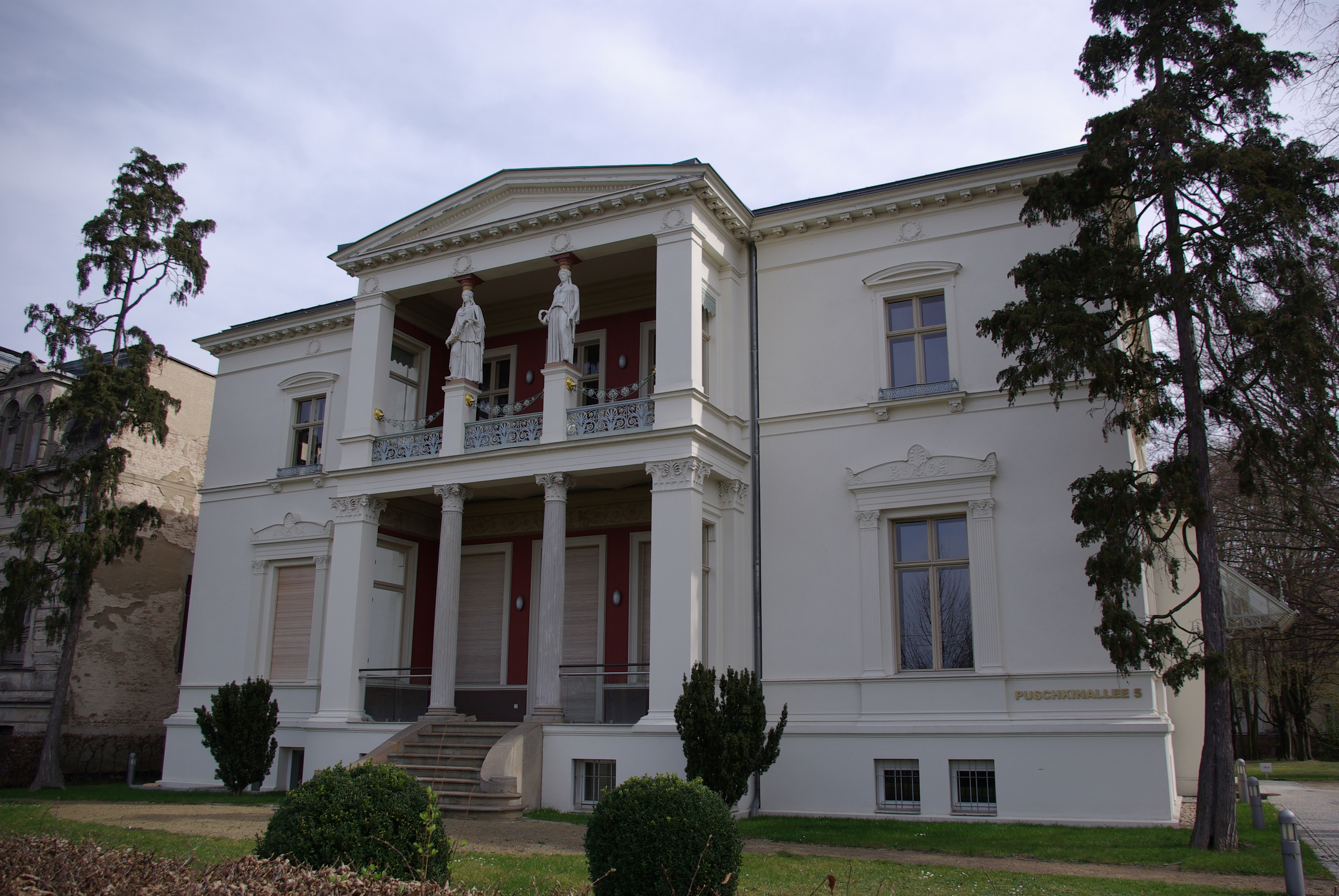
Villa Fischbach, Puschkinallee 5

Die Villa Fischbach ist ein denkmalgeschütztes Gebäude in Potsdam. Die Villa steht in der Nauener Vorstadt, Puschkinallee 5.

## Geschichte
Die Villa in der damaligen Capellenbergstraße 7 (später 5) wurde 1872/73 im Auftrag des Hofklempnermeisters Eduard Fischbach (1811–1877) errichtet. Den Entwurf fertigte der Architekt Reinhold Persius, die Ausführung erfolgte durch Maurermeister Albert Lüdicke († vermutlich 1901, spätestens 1903). Laut Potsdamer Adressbuch für 1879 ist die Witwe Marie Fischbach, geborene Gäde die nachfolgende Eigentümerin. Sie bewohnte die Villa mit der Bauinspektorwitwe Helene Schneider, geborene Fischbach, die im Adressbuch für 1903 als Eigentümerin vermerkt ist.
Die 1904 und 1905 eingetragene Erbengemeinschaft „Fischbachsche Erben“ verkaufte das Anwesen an die Döberitzer Gutsbesitzerwitwe Wilhelmine Elisabeth Rogge, geborene von Bredow (1835–1917), die es bis zu ihrem Lebensende bewohnte. Das Anwesen ging anschließend an die „Rogge-Döberitzschen Erben“.
Am 27. Januar 1920 wurde die Elisabeth Rogge-Doeberitz Stiftung begründet, mit dem Zweck, im „Lande Brandenburg die Lebensumstände von alleinstehenden bedürftigen Frauen zu verbessern.“ Die Adressbücher weisen nun die „Rogge-Döberitzsche Familienstiftung“ als Eigentümerin aus. Das Wohnungsamt verfügte 1920 zwangsweise die Abtrennung von Wohnungen, die mehrere Personen beherbergten.
Etwa ab 1979 nutzten sowjetische Militärangehörige das Gebäude als Kindergarten. Nach 1997 erfolgten Instandsetzungsarbeiten. Die Villa wird gewerblich genutzt (Stand 2017).

## Architektur
Der im spätklassizistischen Stil errichtete fünfachsige Putzbau ist zweigeschossig mit flachem Walmdach. Der straßenseitigen Schaufassade ist eine zweigeschossige Loggia mit flachem Dreiecksgiebel risalitartig vorgelagert. Den Giebel bekrönten ursprünglich Akrotere. Das Gebälk wird im Erdgeschoss von Pfeilern und Säulen getragen, im Obergeschoss von Pfeilern und Karyatiden. Eine Freitreppe führt in den Vorgarten. Die Erdgeschossfenster der zurückliegenden Wandflächen sind mit Pilastern und ornamentierten Verdachungen eingefasst, die Akrotere andeuten. Über den Fenstern des Obergeschosses sind segmentbogenförmige Verdachungen angebracht. Der aus dem kubischen Baukörper leicht hervortretende Eingangsbereich liegt auf der Südseite.